# Le calde notti di Don Giovanni
Le calde notti di Don Giovanni è un film avventuroso-erotico del 1971 diretto da Alfonso Brescia, con lo pseudonimo di Al Bradley. 
Il film ha poco a che fare con la storia di Don Giovanni Tenorio. S'ispira piuttosto ai coevi decamerotici, ma anche agli episodi d'ambientazione più medio-orientale (L'indomabile Angelica, Angelica e il gran sultano) della serie di Angelica.

## Trama
La fama di gran seduttore del nobile Don Giovanni Tenorio suscita preoccupazioni e reazioni presso le più potenti famiglie spagnole. Perciò Giovanni viene esiliato in Oriente, dove allaccia rapporti amichevoli con il Sultano dei Berberi Salim. Il sovrano un giorno gli rivela che nascosta in una torre del suo palazzo vive una bellissima principessa.

## Produzione
Co-produzione italo-spagnola, girata a Roma (Villa Giovannelli, Villa Borghese, Villa Ada), Monte Porzio Catone (Villa Parisi), Manziana (Roma), Toledo (Spagna) e Marrakech (Marocco). L'attore salisburghese Robert Hoffmann era reduce dal personaggio di Roberto Monti del film Come imparai ad amare le donne (1966) di Luciano Salce.

## Distribuzione
Distribuito il 10 marzo 1971 dalla Florida Cinematografica / Indipendenti Regionali, con doppiaggio curato dalla C.D. Cooperativa Doppiatori.

## Accoglienza

### Critica
(Achille Valdata, Stampa Sera, 3 aprile 1971)